# Cristieana Matei
Cristieana Matei, z domu Cojocaru (ur. 2 stycznia 1962 w Cujmirze) – rumuńska lekkoatletka specjalizująca się w biegach średniodystansowych i płotkarskich, brązowa medalistka olimpijska z Los Angeles (1984) w biegu na 400 metrów przez plotki.
Żona Sorina Metai, rumuńskiego lekkoatlety.

## Sukcesy sportowe
- mistrzyni Rumunii w biegu na 400 metrów – 1983
- czterokrotna mistrzyni Rumunii w biegu na 400 metrów przez płotki – 1982, 1983, 1984, 1986[2]

| Rok  | Miasto      | Zawody                      | Konkurencja            | Wynik         |
| ---- | ----------- | --------------------------- | ---------------------- | ------------- |
| 1979 | Bydgoszcz   | mistrzostwa Europy juniorów | bieg na 1500 metrów    | brązowy medal |
| 1982 | Ateny       | mistrzostwa Europy          | sztafeta 4 × 400 m     | 6. miejsce    |
| 1983 | Helsinki    | mistrzostwa świata          | bieg na 400 m ppł      | 8. miejsce    |
| 1984 | Los Angeles | igrzyska olimpijskie        | bieg na 400 metrów ppł | brązowy medal |
| 1984 | Göteborg    | halowe mistrzostwa Europy   | bieg na 800 metrów     | brązowy medal |
| 1985 | Paryż       | światowe igrzyska halowe    | bieg na 800 metrów     | złoty medal   |
| 1985 | Pireus      | halowe mistrzostwa Europy   | bieg na 800 metrów     | brązowy medal |
| 1986 | Madryt      | halowe mistrzostwa Europy   | bieg na 800 metrów     | srebrny medal |
| 1986 | Stuttgart   | mistrzostwa Europy          | bieg na 400 m ppł      | 7. miejsce    |

## Rekordy życiowe
- bieg na 400 metrów – 51,44 – Zurych 13/08/1986
- bieg na 400 metrów (hala) – 52,93 – Budapeszt 08/02/1984
- bieg na 400 metrów przez płotki – 54,55 – Moskwa 07/07/1986
- bieg na 800 metrów – 1:59,06 – Bukareszt 02/09/1985
- bieg na 800 metrów (hala) – 2:01,01 – Pireus 03/03/1985